# Wolfgang Lange (kayak)
Pour les articles homonymes, voir Wolfgang Lange et Lange.
Wolfgang Lange, né le 3 juillet 1938 et mort le 29 octobre 2022, est un kayakiste allemand de l'Est pratiquant la course en ligne concourant dans les années 1960.

## Carrière
Wolfgang Lange remporte la médaille d'Or lors des Championnats du monde de course en ligne (canoë-kayak) 1963 à Jajce en ex-Yougoslavie (actuelle Bosnie-Herzégovine) en kayak 4 places 1 000 m. Il gagne également la médaille d'Argent en K-2 1 000 m et la médaille de Bronze en K-1 4x500 m.

En 1966, il remporte la médaille de Bronze en K-4 10 000 m.
Lange a également participé à 3 Jeux olympiques d'été où son meilleur résultat a été une 7e place en catégorie K-1 1 000 m pendant les Jeux de Rome en 1960.